# Танджонг-Мая
4°46′ пн. ш. 114°40′ сх. д. / 4.767° пн. ш. 114.667° сх. д.
Танджонг-Мая — один з 8 мукімів (районів) округи (даера) Тутонг, у центрі Брунею.

## Райони
- Кампонг Танйонг Мая/Меранті
- Кампонг Себакіт
- Кампонг Банггунггос
- Кампонг Пенапар (Танйонг Мая)
- Кампонг Сунгаі Даміт Пемаданг
- Кампонг Сунгаі Даміт Улу
- Кампонг Букіт Удал
- Кампонг Лубок Пулау

| Бруней | Це незавершена стаття з географії Брунею. Ви можете допомогти проєкту, виправивши або дописавши її. |